# Molophilus commoni
Molophilus commoni là một loài ruồi trong họ Limoniidae. Chúng phân bố ở miền Australasia.